# Geoffrey Soupe
Geoffrey Soupe (Viriat, 22 marzo 1988) è un ciclista su strada francese che corre per il team TotalEnergies. È professionista dal 2011.

## Carriera

### Gli esordi
Dopo la trafila in squadre giovanili, in cui all'attività su strada affiancò il ciclocross, nel 2007 passò nella categoria under-23. L'anno successivo vinse il Tour du Béarn e nel 2009 passò al CC Étupes. Terminò secondo alla Boucles de la Marne, secondo nella prova in linea e terzo a cronometro ai campionati nazionali under-23 e ottavo ai Campionati europei a cronometro. In ottobre fu quinto nella prova di categoria alla Chrono des Nations - Les Herbiers Vendée.
Nel 2010, sempre tra gli under-23, vinse la medaglia d'argento ai Campionati europei a cronometro, battuto solo dal britannico Alex Dowsett di 14". Non riuscì a ripetersi nella stessa specialita ai campionati nazionali, dove tuttavia vinse la prova in linea. Al termine della stagione fu convocato per le prove in linea e a cronometro dei Campionati del mondo di Melbourne, dover terminò decimo nella seconda specialità.

### Dal 2011: il professionismo
Passato poi professionista con la FDJ, debuttò ne La Tropicale Amissa Bongo, corsa a tappe disputata in Gabon, dove si aggiudicò la sua prima vittoria nella massima categoria, con il successo nella prima tappa. Qualche mese dopo, vinse la prima tappa del Tour Alsace.
Nel 2012 debutta al Giro d'Italia, cogliendo il terzo posto in volata nella seconda tappa. L'anno dopo è secondo in una frazione della Quatre Jours de Dunkerque, alle spalle del proprio capitano Arnaud Démare. Nel 2015 si trasferisce alla Cofidis, con cui partecipa per la prima volta al Tour de France.

## Palmarès
- 2010 (CC Étupes)

Campionati francesi, Prova in linea Under-23
- 2011  (FDJ, due vittorie)

1ª tappa La Tropicale Amissa Bongo (Oyem > Bitam)
1ª tappa Tour Alsace (Basilea > Huningue)
- 2023 (TotalEnergies, tre vittorie)

1ª tappa La Tropicale Amissa Bongo (Bitam > Oyem)
Classifica generale La Tropicale Amissa Bongo
7ª tappa Vuelta a España (Utiel > Oliva)

### Altri successi
- 2023 (TotalEnergies)

Classifica a punti La Tropicale Amissa Bongo

## Piazzamenti

### Grandi Giri
- Giro d'Italia

2012: 76º
- Tour de France

2015: 123º
2016: 142º
2020: 123º
- Vuelta a España

2013: ritirato (12ª tappa)
2014: 94º
2015: ritirato (14ª tappa)
2023: 101º

### Classiche monumento
- Milano-Sanremo

2016: 38º
2017: 51º
2020: 37º
2023: 104º
- Giro delle Fiandre

2018: ritirato
2020: 94º
2021: ritirato
2022: ritirato
- Parigi-Roubaix

2018: 74º
2021: ritirato
2022: fuori tempo massimo
2023: 129º
2025: ritirato
- Liegi-Bastogne-Liegi

2013: 113º
- Il Lombardia

2011 ritirato

### Competizioni mondiali
- Campionati del mondo

Melbourne 2010 - In linea Under-23: 86º
Melbourne 2010 - Cronometro Under-23: 10º
Limburgo 2012 - Cronosquadre: 22º
Ponferrada 2014 - In linea Elite: ritirato
Doha 2016 - In linea Elite: ritirato

### Competizioni europee
- Campionati europei su strada

Hooglede 2009 - Cronometro Under-23: 8º
Hooglede 2009 - Gara in linea Under-23: 39º
Ankara 2010 - Cronometro Under-23: 2º